# Ella Hattan
Ella M. Hattan, född i Ohio i januari 1859, död i New Jersey den 15 juni 1924, även känd under artistnamnet La Jaguarina, var en amerikansk fäktare och artist på 1800-talet. 
Hattan deltog i uppvisningsmatcher över hela USA och Europa. Hon tävlade mot både män och kvinnor och var under sin tid känd som en mycket framstående fäktare.